# Großenehrich
Großenehrich (pronunciación en alemán: /ˌɡʁoːsn̩ˈeːʁɪç/ⓘ) es un municipio situado en el distrito de Kyffhäuser, en el estado federado de Turingia (Alemania), a una altitud de 240 metros. Su población a finales de 2016 era de unos 2400 habitantes y su densidad poblacional, 40 hab/km².
Se encuentra ubicado a poca distancia al sur de la frontera con el estado de Sajonia-Anhalt.